# Aitor Kintana
Aitor Kintana Zárate (Vitoria, 15 luglio 1975) è un ex ciclista su strada spagnolo di origine basca.
Nel 2003 è stato trovato positivo all'EPO, in seguito a un controllo fatto durante la Volta Ciclista a Catalunya, nella quale Kintana aveva vinto una tappa; è stato poi squalificato per 18 mesi.

## Palmarès

### Strada
- 2000 (Euskaltel-Euskadi, una vittoria)

3ª tappa Tour de l'Avenir (Annecy > Le Grand-Bornand)
- 2003 (Labarca 2-Café Baqué, una vittoria)

3ª tappa Volta Ciclista a Catalunya (La Pobla de Mafumet > Cortals d'Encamp)

#### Altri successi
- 2000 (Euskaltel-Euskadi)

Classifica scalatori Gran Premio CCRLVT

## Piazzamenti

### Grandi Giri
- Vuelta a España

2001: ritirato (13ª tappa)
2002: 53º